# Tee Pee Records
La Tee Pee Records è una casa discografica indipendente con sede a New York, negli Stati Uniti. Si occupa principalmente di stoner rock, doom, rock psichedelico e blues rock.